# Грицини
Грицини́ — село в Україні, у Лебединській міській громаді Сумського району Сумської області. Населення становить 130 осіб. До 2020 орган місцевого самоврядування — Підопригорівська сільська рада.

## Географія
Село Грицини знаходиться на правому березі річки Грунь, вище за течією на відстані 1 км розташоване село Павленкове, нижче за течією на відстані 0,5 км розташоване село Сіренки, на протилежному березі — село Падалки. Через село проходить автомобільна дорога Т 1906.

## Історія
- Хутір Грицинин (Грицанів) на 1862 рік входив до складу Межиріцької волості (Лебединського повіту)[2].

- За даними на 1864 рік на казенному хуторі Грицинин (Грицанів) Лебединського повіту Харківської губернії, мешкало 229 осіб (101 чоловічої статі та 128 — жіночої), налічувалось 28 дворових господарств[3].

- 12 червня 2020 року, відповідно до Розпорядження Кабінету Міністрів України № 723-р «Про визначення адміністративних центрів та затвердження територій територіальних громад Сумської області», увійшло до складу Лебединської міської територіальної громади[4].

- 19 липня 2020 року, після ліквідації Лебединського району, село увійшло до Сумського району[5].